# Bistritzer Zeitung
Die Bistritzer Zeitung war eine deutschsprachige Wochenzeitung, die von 1890 bis 1918 in Bistritz (rum. Bistrița, ung. Beszterce) in Siebenbürgen in der Habsburgermonarchie im Königreich Ungarn erschien. Als „politisches Wochenblatt“ bot die Zeitung eine Übersicht zum politischen Geschehen im In- und Ausland sowie Tagesnachrichten, Meldungen zu Handel und Landwirtschaft und ein Feuilleton. Mit dem Ende des Ersten Weltkriegs und dem Zusammenbruch der Habsburgermonarchie wurde das Erscheinen der Zeitung eingestellt.

## Chefredakteure
Chefredakteure waren:
- Carl Ludwig
- Gustav Kelp (ab 6. Apr. 1895)
- Carl Schell (ab 11. Juli 1896)
- Gustav Kelp (ab 18. Juli 1896)
- Fritz Clemens (ab 2. Jan. 1897)
- Gustav Kelp (ab 9. Juli 1898)
- Fritz Clemens (ab 23. Juli 1898)
- Johann Hann (ab 22. Sept. 1900)
- Johann Höchsmann (ab 16. Mai 1903)